# جائزة إيطاليا الكبرى للدراجات النارية 1994
جائزة إيطاليا الكبرى للدراجات النارية 1994 هو سباق دراجات نارية أقيم بتاريخ 3 يوليو 1994 في حلبة موجيلو. كان الجولة الثامنة من أصل 14 في سباق الجائزة الكبرى للدراجات النارية موسم 1994. فاز ميك دوهان بفئة الموتو جي بي بينما جاء لوكا كادالورا في المركز الثاني وحصل على المركز الثالث كيفن شوانتز.

## وصلات خارجية
- الموقع الرسمي